# Yüksel Şanlı
Yüksel Şanlı (* 14. November 1973) ist ein ehemaliger türkischer Ringer und derzeitiger Trainer. Er war 1998 Europameister im freien Stil im Leichtgewicht.

## Werdegang
Yüksel Şanlı begann als Jugendlicher 1984 mit dem Ringen. Er gehörte dem renommierten Sportclub Ankara Tedaş Spor Kulübü an und wurde hauptsächlich von Yakup Topuz trainiert. Der 1,69 Meter große Athlet rang nur im freien Stil und startete bei den Senioren immer im Leichtgewicht.
Seine internationale Karriere begann bereits im Jahre 1988, als er bei der Junioren-Europameisterschaft (Cadets, der Altersgruppe bis zum 16. Lebensjahr) in Izmir in der Gewichtsklasse bis 47 kg Körpergewicht hinter dem sowjetischen Sportler Sultan Kipkejew den 2. Platz belegte. Seinen nächsten Einsatz bei einer internationalen Meisterschaft hatte er dann erst wieder im Jahre 1991. Dabei belegte er bei der Junioren-Weltmeisterschaft (der Altersgruppe bis zum 18. Lebensjahr) in Istanbul im Leichtgewicht hinter Araik Geworgjan aus Armenien, der bei künftigen Meisterschaften einer seiner Hauptrivalen werden sollte und Fulvio Verde aus Italien.
Bei der Junioren-Europameisterschaft (Espoirs, der Altersgruppe bis zum 20. Lebensjahr) 1992 in Székesfehérvár erreichte er im Leichtgewicht nur den 9. Platz. Bei der Junioren-Weltmeisterschaft (Espoirs) 1993 in Athen erreichte er aber wieder den Endkampf, den er gegen Araik Geworgjan verlor. Er wurde damit Vize-Weltmeister der Junioren.
Sehr erfolgreich verlief der erste Start von Yüksel Şanlı bei einer internationalen Meisterschaft der Senioren. Er wurde in Fribourg im Leichtgewicht Vize-Europameister hinter dem Russen Wadim Bogijew und platzierte sich damit vor Araik Geworgjan, der den 3. Platz belegte. Auch bei der Weltmeisterschaft dieses Jahres in Atlanta schnitt er mit einem 5. Platz gut ab. Sieger wurde dort sein alter Rivale Araik Geworgjan.
Im Olympiajahr 1996 war Yüksel Şanlı in keiner guten Form. Er wurde bei der Europameisterschaft in Budapest nur Siebter und enttäuschte bei den Olympischen Spielen in Atlanta im Leichtgewicht mit zwei Niederlagen gegen Townsend Saunders aus den Vereinigten Staaten und den bis dahin weitgehend unbekannten syrischen Ringer Ahmad Al-Aosta. Er landete damit auf dem 15. Platz.
Erneut Vize-Europameister wurde er 1997 in Warschau. Er brachte dort sogar das Kunststück fertig den Russen Adam Saitijew nach Punkten zu besiegen und damit aus dem Wettbewerb zu werfen. Im Endkampf unterlag er Araik Geworgjan knapp mit 1:2 techn. Punkten. Bei der Weltmeisterschaft dieses Jahres in Krasnojarsk gelangen ihm vier Siege. Niederlagen gegen Igor Kupejew aus Usbekistan und gegen Adam Saitijew warfen ihn aber auf den 8. Platz zurück.
Im Jahre 1998 gelang Yüksel Şanlı dann in Bratislava der größte Erfolg seiner Ringerlaufbahn. Er wurde mit Siegen über Janos Forizs aus Ungarn, Welichan Alachwerdijew aus Russland, Mehmet Ahmet Edjevit aus Bulgarien und Sasa Sasirow aus der Ukraine Europameister. An der Weltmeisterschaft dieses Jahres konnte er leider wegen einer Verletzung nicht teilnehmen.
An der Europameisterschaft 1999 in Minsk konnte er aber wieder teilnehmen und kam mit zwei Siegen und einer Niederlage in der dritten Runde gegen Welichan Alachwerdijew auf den 6. Platz. Ein Medaillengewinn gelang ihm dann wieder bei der Weltmeisterschaft 1999 in Ankara. Er benötigte dazu fünf Siege. Den Einzug in das Finale verwehrt ihm der US-Amerikaner Lincoln McIlravy, gegen den er nach Punkten verlor. Die WM-Bronzemedaille holte er sich durch einen Sieg über Emzarios Bentinidis aus Griechenland.
Im Jahr 2000 konzentrierte sich Yüksel Şanlı ganz auf die Olympischen Spiele in Sydney. Es gelang ihm aber auch dort nicht eine Medaille zu gewinnen. Nach einem Sieg über Ibo Oziti aus Nigeria verlor er in seinem zweiten Kampf erneut gegen Lincoln McIlravy und kam dadurch nur auf den 9. Platz. Seine Karriere beendete Yüksel Şanlı im Jahre 2001 mit einem Sieg bei den Mittelmeer-Spielen in Tunis. Er studierte Sport und ist heute (2009) türkischer Nationaltrainer der Freistilringer. 2010 wurde er mit Ankara Tedaş Spor Kulübü türkischer Meister.

## Internationale Erfolge
| Jahr | Platz | Wettbewerb                              | Gewichtsklasse | |
| 1988 | 2.    | Junioren-EM (Cadets) in Izmir           | bis 47 kg      | hinter Sultan Kipkejew, UdSSR, vor Robert Szabo, Ungarn |
| 1991 | 3.    | Junioren-EM (Juniors) in Istanbul       | Feder          | hinter Araik Geworgjan, Armenien u. Fulvio Verde, Italien, vor Falk Diener, Deutschland |
| 1992 | 9.    | Junioren-EM (Espoirs) in Székesfehérvár | Leicht         | Sieger: Araik Geworgjan vor Kullo Koiv, Estland u. Sasa Sasirow, Ukraine |
| 1992 | 3.    | "Yasar-Dogu"-Memorial in Ankara         | Leicht         | hinter Fatih Özbaş, Türkei u. Andreas Kubiak, Deutschland |
| 1993 | 2.    | Junioren-WM (Espoirs) in Athen          | Leicht         | hinter Araik Geworgjan, vor Igor Kopejew, Russland |
| 1994 | 9.    | WM in Istanbul                          | Leicht         | Sieger: Alexander Leipold, Deutschland vor Jesús E. Rodríguez Garzón, Kuba u. Kenibek Omuralijew, Kirgisistan |
| 1995 | 1.    | Großer Preis von Deutschland in Leipzig | Leicht         | vor Tibor Copik, Slowakei, Kullo Koiv, Estland u. Ahmet Çakıcı, Deutschland |
| 1995 | 2.    | EM in Fribourg                          | Leicht         | hinter Wadim Bogijew, Russland, vor Araik Geworgjan, Sasa Sasirow u. Plamen Paskalew, Bulgarien |
| 1995 | 5.    | WM in Atlanta                           | Leicht         | hinter Araik Geworgjan, Akbar Fallah, Iran, Jesús E. Rodríguez Garzón u. Wadim Bogijew |
| 1996 | 5.    | Großer Preis von Deutschland in Leipzig | Leicht         | hinter Yosmany Sanchez Larrudet, Kuba, Sihamir Osmanow, Russland, Fatih Özbaş u. Emzar Bedineischwili (Emzarios Bentinidis), Georgien |
| 1996 | 7.    | EM in Budapest                          | Leicht         | Sieger Wadim Bogijew vor Araik Geworgjan u.Sasa Sasirow |
| 1996 | 15.   | OS in Atlanta                           | Leicht         | nach Niederlagen gegen Townsend Saunders, USA u. Ahmad Al-Aosta, Syrien |
| 1997 | 1.    | "Yasar-Dogu"-Memorial in Ankara         | Leicht         | vor John Giura, USA u. Adem Kaya, Türkei |
| 1997 | 2.    | EM in Warschau                          | Leicht         | mit Siegen über Ivan Diaconu, Rumänien, Andreas Zabel, Deutschland, Adam Saitijew, Russland u. Elchad Alachwerdijew, Aserbaidschan u. einer Niederlage gegen Araik Geworgjan |
| 1997 | 1.    | Mittelmeer-Spiele in Bari               | Leicht         | vor Ahmat Al-Osta u. Salvatore Rinella, Italien |
| 1997 | 8.    | WM in Krasnojarsk                       | Leicht         | mit einer Niederlage gegen Igor Kupejew, Usbekistan, Siegen über Juan Carlos Suarez Rivera, Venezuela, Robert Betz, Kanada, Ryusaburo Katsu, Japan u. Ruslan Weliew, Kasachstan u. einer Niederlage gegen Adam Saitijew                                                         |
| 1998 | 3.    | "Yasar-Dogu"-Memorial in Ankara         | Leicht         | hinter Terry Steiner, USA u. Orusow Taimasow, Usbekistan |
| 1998 | 1.    | EM in Bratislava                        | Leicht         | mit Siegen über Janos Forizs, Ungarn, Welichan Alachwerdijew, Russland, Mehmet Ahmet Edjevit, Bulgarien u. Sasa Sasirow |
| 1999 | 1.    | "Yasar-Dogu"-Memorial in Ankara         | Leicht         | vor Ahmet Gülhan, Türkei u. Daniel Igali, Kanada |
| 1999 | 6.    | EM in Minsk                             | Leicht         | mit Siegen über Dima-Ian Andronic, Rumänien u. Ibrahim Selloum, Frankreich u. einer Niederlage gegen Welichan Alachwerdijew |
| 1999 | 3.    | WM in Ankara                            | Leicht         | mit Siegen über Sergei Demtschenko, Belarus u. Takahira Wada, Japan, einer Niederlage gegen Emzarios Bentinidis, Griechenland, Siegen über Ivan Diaconu u. Nikolaos Loizidis, Griechenland, einer Niederlage gegen Lincoln McIlravy, USA u. einem Sieg über Emzarios Bentinidis |
| 2000 | 9.    | OS in Sydney                            | Leicht         | mit einem Sieg über Ibo Oziti u. einer Niederlage gegen Lincoln McIlravy |
| 2001 | 1.    | Mittelmeer-Spiele in Tunis              | Leicht         | vor Ahmat Al-Osta u. Theodoris Kemenidis, Griechenland |

Anm.: alle Wettbewerbe im freien Stil, OS = Olympische Spiele, WM = Weltmeisterschaft, EM = Europameisterschaft, Federgewicht, bis 1996 bis 63 kg, Leichtgewicht, bis 1996 bis 68 kg, von 1997 bis 2001 bis 69 kg Körpergewicht